# Michel Silvestre Brayer
Michel Silvestre Brayer (Douai, 31 dicembre 1769 – Parigi, 28 novembre 1840) è stato un generale francese.

## Biografia

### I primi anni e le guerre rivoluzionarie
Iniziò la carriera militare nel reggimento svizzero di Reinhart dal 20 aprile 1782, poi divenne aiutante maggiore il 23 dicembre 1793 all'interno del 3º battaglione di volontari del Puy-de-Dôme, che divenne la 38^ mezza-brigata e poi il 103º fanteria di linea. Combatté nelle campagne militari del 1792 con l'armata delle Ardenne, della Mosella, dell'Elvezia, del Danubio e del Reno. Ricevette il grado di capitano dei granatieri il 26 brumaio dell'anno II. Dopo essersi distinto negli scontri di Emeding in Brisgovia nell'anno V, in quelli di Reichenau il 16 ventoso dell'anno VII (6 marzo 1799) e in molti altri, il Primo Console Napoleone Bonaparte lo nominò comandante di un battaglione della 103ª mezza-brigata, il 12 termidoro dell'anno VIII (31 luglio 1800). Il 18 germinale dell'anno XI (8 aprile 1803), il generale Ney, allora ministro plenipotenziario in Svizzera, gli donò una spada d'onore con i suoi migliori auguri per come si era distinto nella battaglia di Hohenlinden.

### Le guerre napoleoniche
Brayer venne nominato maggiore del 9º reggimento di fanteria di linea il 30 frimaio dell'anno XIII (21 dicembre 1804) e cavaliere della Legion d'Onore il mese successivo. Prese parte alle campagne dell'anno XIV in Austria come comandante della 2ª mezza-brigata d'elite (58° e 81° di linea), nella divisione granatieri del generale Oudinot, parte del III corpo della Grande Armée. Nella battaglia di Hollabrunn, riuscì a disperdere l'ala sinistra della retroguardia russa e catturò circa 800 uomini nella battaglia di Austerlitz. Dopo la battaglia, l'imperatore lo nominò colonnello del 2º reggimento di fanteria leggera. Fu comandante dell'avanguardia del maresciallo Lefebvre nel 1806 e nel 1807, si distinse nell'assedio di Danzica e nella cattura dell'isola di Nehrung, episodio per il quale ottenne la croce da ufficiale della Legion d'onore. Contribuì inoltre al successo della battaglia di Heilsberg e venne gravemente ferito nella battaglia di Friedland.
Passato alla I divisione del II corpo d'armata di Spagna nel 1808, si distinse nella Battaglia di Burgos e due giorni dopo venne nominato commendatore della Legion d'onore. Il 19 novembre, a San Vicente, batté gli spagnoli e causò molte vittime al nemico oltre a catturare 1000 prigionieri. Generale di brigata dal 26 marzo 1809, contribuì in maniera decisiva alla presa dell'accampamento trincerato di Oporto ed a tutte le battaglie che si svolsero nella Sierra Morena. A capo di due reggimenti, conquistò la posizione di Pêna-Peras, considerata la chiave per la conquista dell'Andalusia. Il 15 agosto 1811, fu creato barone dell'Impero con una dotazione di 6000 franchi annui. Incaricato di unirsi al II corpo d'armata in posizione di fronte a Mérida, attraversò con cinque battaglioni di fanteria e due reggimenti di cavalleria le pianure dell'Estramadura alla presenza di 15.000 uomini, comandati da La Romana. Il 5 agosto, nella battaglia di Villagarcia, diede l'ordine di compiere una battaglia alla baionetta contro 5000 spagnoli e si impadronì dell'altopiano che questi stavano difendendo, assicurandosi la vittoria.
Dopo la battaglia di Gebora e la cattura di Badajoz, gli venne riconosciuto un aumento di dotazione di 2000 franchi come ricompensa per la sua condotta nella battaglia di Albuera, dove prese e poi riconquistò con le baionette una posizione tenuta saldamente dagli inglesi. Venne colpito da un proiettile che gli fratturò la gamba sinistra, ma già il 3 aprile 1813 riprese regolarmente servizio. Il 25 maggio, nella battaglia di Buntzlau, riuscì a vincere il nemico e venne creato generale di divisione dopo la battaglia di Dresda dove venne ferito nuovamente. Prese parte alla battaglia di Lipsia dove perse il cavallo e fu ferito alla coscia. Nel 1814 entrò a far parte del corpo d'armata del maresciallo Macdonald, distinguendosi il 4 febbraio a Chalons, il 9 febbraio a La Ferté-sous-Jouarre, nella battaglia di Montmirail e poi l'11 febbraio a Bar-sur-Seine. Messo nella riserva dopo l'abdicazione dell'imperatore, un'ordinanza reale dell'8 luglio 1814 lo nominò cavaliere dell'Ordine di San Luigi. Quando Napoleone, durante i Cento Giorni, entrò a Lione, il 10 marzo 1815, Brayer ottenne il comando militare della città. Creato ciambellano dell'imperatore, governatore di Versailles e del Trianon, pari di Francia e conte dell'Impero con una dotazione di 4000 franchi, prese parte attiva alle operazioni del generale Lamarque in Vandea.

### Dal Cile alla Francia, gli ultimi anni

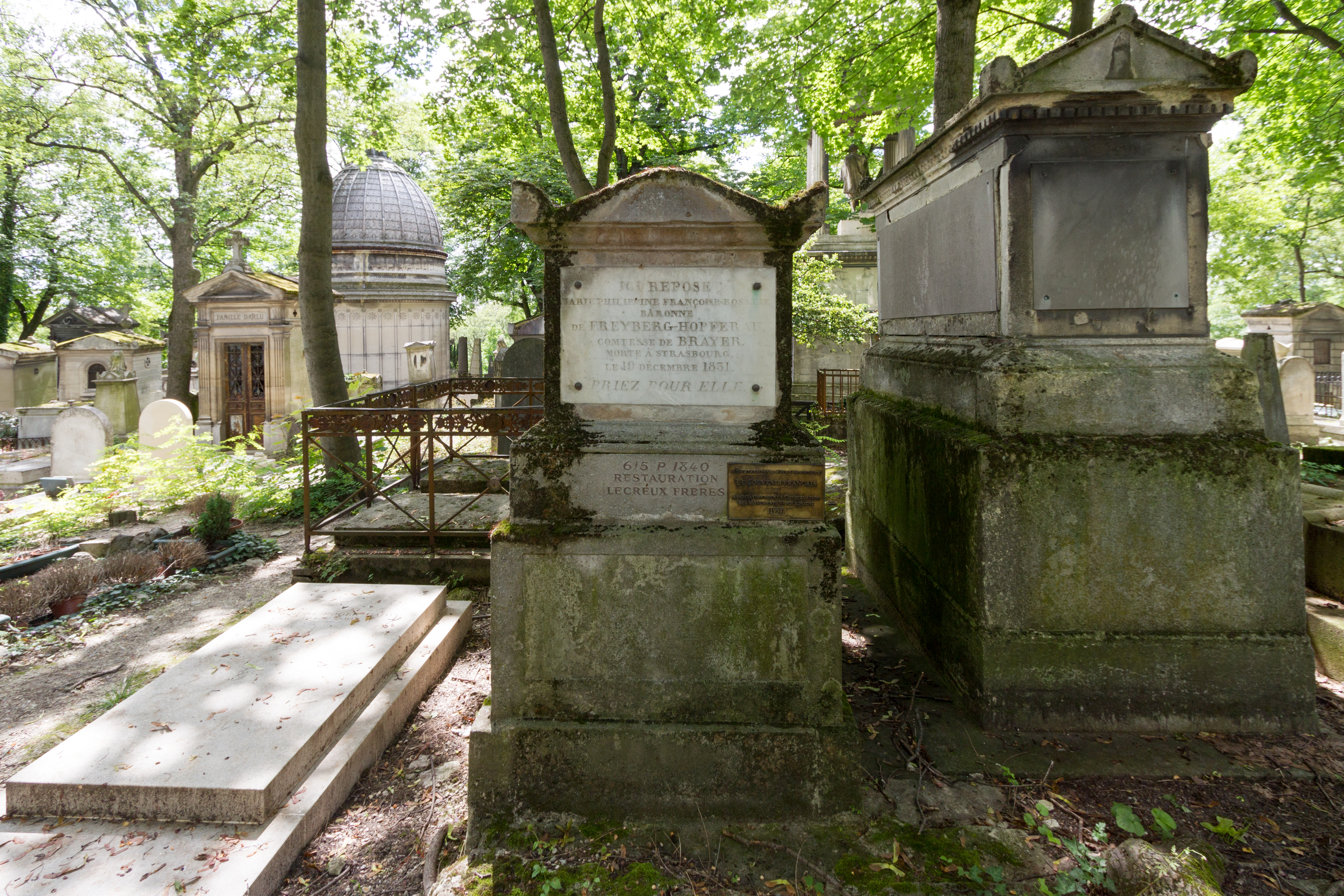
La tomba del generale Brayer nel cimitero di Pere Lachaise a Parigi

Al ritorno di Luigi XVIII di Francia sul trono, venne condannato a morte in contumacia il 18 settembre 1816. Decise quindi di fuggire dalla Francia, recandosi dapprima in Prussia, poi negli Stati Uniti dove incontrò il generale Carrera. Lasciata Baltimora si spostò a Buenos Aires e poi in Cile dove dal 1818 comandò l'armata indipendentista cilena, ma fu costretto a lasciare il suo incarico per pressioni governative. Nel 1821 decise di tornare in Francia dietro garanzia di riottenere tutti i suoi beni, diritti, gradi ed onorificenze e venne infine pensionato il 1º gennaio 1829. Venne richiamato in attività brevemente il 4 agosto 1830 e nominato comandante della 4ª divisione militare di stanza a Strasburgo. Grand'ufficiale della Legion d'onore nel 1830 e pari di Francia nel 1832, fu Ispettore Generale della Fanteria dal 1833 al 1835. Quando lasciò Strasburgo, gli abitanti gli conferirono una spada d'onore. Il 30 settembre 1835 ricevette la gran croce della Legion d'onore ed il 15 febbraio 1836 venne pensionato nuovamente. Il suo nome compare sulla parte occidentale dell'Arco di Trionfo. Il generale Brayer fu incluso tra i beneficiari del testamento di Napoleone per una somma di 100.000 franchi.

## Araldica
| Stemma | Descrizione                                                              | Blasonatura |
| \| \|  | Michel Silvestre Brayer Barone militare dell'Impero francese (1810-1815) | Écartelé au premier de sable au chevron d'argent alaisé, accompagné de trois besans du même; au deuxième des barons tirés de l'armée; au troisième de pourpre au serpent en cercle se mordant la queue d'or, au quatrième d'azur à la faucille d'argent, le tout soutenu d'une champagne de gueules, chargée d'un pont de huit arches d'argent sommé d'un renard passant du même. |
|        |                                                                          | |